# Eduard Glieder
Eduard « Edi » Glieder (né le 28 janvier 1969 à Graz en Autriche) est un joueur et entraîneur de football autrichien.